# Luke Fitzgerald
Luke Fitzgerald (nacido en Wicklow el 13 de septiembre de 1987) es un jugador de rugby irlandés, que juega de ala o centro para la selección de la isla de Irlanda y para el equipo de Leinster en el Pro12.
Su debut con la selección de Irlanda se produjo en un partido contra los Pacific Islanders en Lansdowne Road el 26 de noviembre de 2006.
Seleccionado para la Copa del Mundo de Rugby de 2015, en el partido de cuartos de final, una derrota 43-20 frente a Argentina en el Millennium Stadium de Cardiff, Luke Fitzgerald anotó uno de los dos ensayos de su equipo.